# Trichostomum gracillimum
Trichostomum gracillimum är en bladmossart som beskrevs av C. Müller 1879. Trichostomum gracillimum ingår i släktet lansettmossor, och familjen Pottiaceae. Inga underarter finns listade i Catalogue of Life.